# Brookthorpe
Brookthorpe eller Brockthrop är en by i civil parish Brookthorpe-with-Whaddon, i distriktet Stroud, i grevskapet Gloucestershire i England. Byn är belägen 6 km från Gloucester. Civil parish hade 194 invånare år 1931. Byn nämndes i Domedagsboken (Domesday Book) år 1086, och kallades då Brostorp.